# TV-året 1997

## Händelser

### April
- 9 april – Sveriges riksdag beslutar att försök med digitala TV-sändningar i marknätet skall genomföras.[1]

### September
- 12 september – Ninja Turtles: The Next Mutation har premiär i USA med avsnittet East Meets West (1).[2]
- 14 september – Den danska serien TAXA har urpremiär på DR1.[3]

### Oktober
- 15 oktober – Pia Marquard slutar som nöjeschef på SVT efter kritik för TV-serien "Expedition Robinson", som beskylls för att förnedra de medverkande.[4]
- 21 oktober – Investor säljer sin andel i  TV4 till finländska Alma Media, som i sin tur ägs till 23 % av  Bonnierdominerade Tidnings AB Marieberg.[4]

### November
- 13 november – Sveriges regering ger upp sin tanke på att stoppa ägandeförändringar i  TV4, där Bonnierkoncernens stärkt sin ställning, och i stället utdelas 1,5 miljarder SEK extra under tre års tid för att öka företagets konkurrenskraft inom massmedieområdet.[4]

### December
- 10 december –  SVT Europa börjar sända digitalt via satellit till svenskar i Europa.[5]

## TV-program

### Sveriges Television
- 18 januari – Andra och sista säsongen av komediserien Sjukan börjar sändas, denna gång i SVT2.
- 21 mars – Start för tredje säsongen av serien Snoken.
- 1 september – Premiär för ungdomsdramaserien Glappet.[6]
- 13 september – Premiär för Expedition: Robinson. Programmet orsakar tittarstorm.
- 1 november – Premiär för Ingmar Bergmans TV-pjäs Larmar och gör sig till.[7]
- 1 december – Årets julkalender är Pelle Svanslös.[8]

### TV4
- 9 februari – Premiär för kriminalserien Emma åklagare med Marika Lagercrantz, Per Mattsson, Ingvar Hirdwall med flera.

## Mest sedda program
| Program                                   | Tittare   | Kanal | Datum       | Ref            |
| Kalle Anka och hans vänner önskar God Jul | 4 320 000 | SVT1  | 24 december | [ 9 ]          |
| Melodifestivalen                          | 2 955 000 | SVT2  | 24 februari | [ 10 ]         |
| Så ska det låta                           | 2 930 000 | SVT2  | 12 december | [källa behövs] |
| Fångarna på fortet                        | 2 725 000 | TV4   |             | [källa behövs] |
| Snacka om nyheter                         | 2 625 000 | SVT2  | 14 december | [källa behövs] |
| Upp till camping                          | 2 620 000 | SVT2  | 6 januari   | [källa behövs] |
| Eurovision Song Contest                   | 2 530 000 | SVT2  | 3 maj       | [ 10 ]         |
| Tomas revy                                | 2 410 000 | SVT2  | 3 januari   | [källa behövs] |
| På spåret                                 | 2 395 000 | SVT2  | 7 november  | [källa behövs] |
| Kungafamiljen 1996                        | 2 390 000 | SVT1  | 1 januari   | [källa behövs] |
| Svensson, Svensson                        | 2 380 000 | SVT2  | 24 december | [källa behövs] |
| Expedition: Robinson                      | 2 345 000 | SVT1  | 13 december | [källa behövs] |

### Fotnoter
1. ↑  Sverige 1900-talet – 1997, NE, Bra Böcker, 2000
2. ↑  TV.com
3. ↑  Svenska tidningar. KB
4. 1 2 3   När Var Hur 1999. Forum
5. ↑  SVT - TV-historia i årtal Arkiverad 18 juni 2012 hämtat från the Wayback Machine.
6. ↑  ”Svensk mediedatabas”. http://smdb.kb.se/catalog/search?q=Glappet+typ%3Atv&sort=OLDEST. Läst 6 april 2011.
7. ↑  ”Svensk mediedatabas”. http://smdb.kb.se/catalog/search?q=%22Larmar+och+g%C3%B6r+sig+till%22+typ%3Atv&sort=OLDEST. Läst 6 april 2011.
8. ↑  ”Jultradition”. Arkiverad från originalet den 25 april 2012. https://web.archive.org/web/20120425112719/http://www.jultradition.se/tv.htm. Läst 26 mars 2011.
9. ↑  ”Kalle Anka och hans vänner önskar god jul 1994-2014”. Mediamätning i Skandinavien. Arkiverad från originalet den 18 februari 2017. https://web.archive.org/web/20170218220530/http://mms.se/?p=3603. Läst 18 februari 2017.
10. 1 2  ”MMS Månadsrapport” ( PDF). Mediamätning i Skandinavien. sid. 5. Arkiverad från originalet den 19 februari 2017. https://web.archive.org/web/20170219104321/http://mms.se/wp-content/uploads/_dokument/rapporter/tv-tittande/manad/2002/M%C3%A5nadsrapport_2002-05.pdf. Läst 18 februari 2017.